# Illnath
Illnath ist eine dänische Dark-Metal-Band, die 1997 von Peter Falk und Jokum Thor Larsen gegründet wurde. Im Laufe der Bandgeschichte kam es zu einigen Besetzungswechseln, so dass Peter Falk heute das einzige Originalmitglied ist.

## Geschichte
Von 1997 bis 2000 hieß die Band noch Flagellation und veröffentlichte unter diesem Namen das Demo Behind the Veil. Nach der Umbenennung 2000 folgte die Promo-MCD Angelic Voices Calling und eine Tour im Vorprogramm von Illdisposed.
2002 unterzeichnete die Band einen Vertrag mit dem japanischen Label World Chaos Productions und veröffentlichte dort 2003 ihr erstes Album Cast Into Fields of Evil Pleasure. Das zweite Album Second Skin of Harlequin wurde mit Verspätung in einer kleinen Auflage und ausschließlich in Japan veröffentlicht. Deswegen verließ die Band das Plattenlabel. Ein neues Album mit dem Titel Three Nights in the Sewers of Sodom ist am 18. November 2007 angekündigt worden und sollte eigentlich über das spanische Label Deathlight Records erscheinen. Obwohl die Aufnahmen bereits abgeschlossen waren, ist die Veröffentlichung jedoch nicht realisiert worden.
Am 23. Januar 2011 verkündete die Band auf ihrer Myspace-Seite, dass der Sänger Bjørn Holter durch Mona Beck ersetzt wurde. Aus diesem Grund soll das Album Three Nights in the Sewers of Sodom neu aufgenommen werden.
Am 18. November 2011 erschien das Album Third Act in the Theatre of Madness bei Pitch Black Records.

## Musikstil
Der Musikstil wird im Melodic/Symphonic Black Metal verortet, wobei die Ausrichtung am Anfang härter war. Heute ist sie eher am kommerziellen Dark Metal orientiert und enthält außerdem Einflüsse aus dem Heavy Metal. Illnath bezeichnet sich selbst als „majestic melodic metal band“, wobei die Einflüsse von Cradle of Filth über Children of Bodom bis zu Gamma Ray reichen. Die neue Sängerin wird von der Band als dänische Version von Angela Gossow (Arch Enemy) bezeichnet.

## Diskografie
- Angelic Voices Calling (2001)
- Cast into Fields of Evil Pleasure (2003)
- Second Skin of Harlequin (2007)
- Third Act in the Theatre of Madness (2011)
- 4 Shades of Me (2013)